# Benedikt Hell (Abt)
Benedikt Hell (* 13. Februar 1678 in Eichstätt; † 10. Januar 1746 in Wiener Neustadt) war ein österreichischer Zisterzienser und Abt.

## Leben und Werk
Hell wurde am 4. Mai 1729 zum Abt des Stifts Neukloster in Wiener Neustadt gewählt. Er folgte nominell dem am 22. Februar 1729 verstorbenen Abt Raimund Jungwirth nach, da dieser aber erst seit dem 15. Oktober 1728 im Amt war, darf als eigentlicher Vorgänger Abt Robert Lang (1707–1728) angesehen werden. Hell war von 1734 bis 1738 Abgeordneter des Prälatenstandes in den Niederösterreichischen Landständen. Er unterhielt gute Beziehungen zu Kaiser Karl VI. und zu Kaiserin Maria Theresia. Sein Abtsnachfolger war Joseph Stübicher.